# Chapelle du Petit-Saint-Martin
La chapelle du Petit-Saint-Martin est une ancienne chapelle affectée au culte catholique à Tours, dans le département d'Indre-et-Loire (France).
Elle est située dans le Vieux-Tours, entre la Loire et la basilique Saint-Martin de Tours. Occupant sans doute la place d'un ancien oratoire, elle est reconstruite au XIVe siècle.

## Localisation
La chapelle est située au no 22 de la rue du petit Saint-Martin dans la partie occidentale des quartiers du Vieux-Tours. Cette rue, nord -sud, relie les quais de la Loire au secteur des halles.

## Histoire
La chapelle est probablement construire à l'emplacement d'un ancien oratoire marquant la place où le corps de saint Martin aurait fait halte entre la Loire, sur laquelle il venait en barque depuis Candes-Saint-Martin, lieu de sa mort le 8 novembre 397, et le cimetière où il allait être enterré le 11 novembre suivant, à l'emplacement de la basilique Saint-Martin.
Elle est construite par la frairie de Saint-Martin vers 1380 sous les auspices de l'abbaye de Saint-Julien, propriétaire du terrain alors érigé en fief. En 1795, elle est vendue comme bien national et transformée en habitation.
inscrite comme monument historique en 1976, elle est restaurée l'année suivante.
La chapelle est devenue une annexe de l'École supérieure des beaux-arts de Tours.

## Architecture
La construction de la chapelle au XIVe siècle semble réutiliser le mur d'un ancien bâtiment qui devient le mur gouttereau nord du nouvel édifice. Dans ce mur, trois arcs soulignent les trois travées des nefs qui se terminent à l'est par un chevet plat.
Ayant perdu sa fonction initiale, la chapelle est divisée en trois niveaux par deux planchers alors que son rez-de-chaussée est divisé en deux nefs par des piliers centraux.

## Pour en savoir plus